# Ruski Heiivți, Ujhorod
Ruski Heiivți (în ucraineană Руські Геївці) este un sat în comuna Velîki Heiivți din raionul Ujhorod, regiunea Transcarpatia, Ucraina.

## Demografie
Componența lingvistică a localității Ruski Heiivți
     Ucraineană (96,83%)
     Maghiară (3,17%)
Conform recensământului din 2001, majoritatea populației localității Ruski Heiivți era vorbitoare de ucraineană (96,83%), existând în minoritate și vorbitori de maghiară (3,17%).